# Lac Sărulești
Le lac Sărulești (prononcé [sə.ru.leʃtj]) est situé dans le județ (l'équivalent d'un département en France) Călărași, dans la macro-région Munténie, en Roumanie, à 55 km de Bucarest. 
Il est aussi surnommé le lac Raduta. Il est renommé pour ses records mondiaux de pêche à la carpe. La plus grosse carpe pêchée dans ce lac fut une carpe miroir (37 300 g pour 106 cm), pêchée par l'Autrichien Christian Baldemair en 1998,,,,. Le poids des carpes dépasse habituellement les 25 kg. 

## Géographie

### Région
Le lac Sărulești se situe dans le județ (département) Călărași, dans la région Munténie, en Roumanie,,.

### Hydrographie
Le lac Sărulești a une surface de 450 hectares et des profondeurs qui peuvent atteindre les 11 m dans certaines zones.

## Histoire

### Création
C'est sous la dictature de Ceaușescu que le lac a été construit. Celui-ci décide de créer un lac pour pratiquer le ski nautique. Trois barrages furent érigés, un canal fut creusé pour amener l’eau du Danube, des pompes immenses furent installées pour alimenter tout cela.
Trois villages furent engloutis. Les habitants, prévenus quelques jours auparavant, ont été forcés de fuir les eaux qui montaient.
Après la chute du dictateur, le lac a été acquis par Robert Raduta.

### Renommée mondiale
Le lac Sărulești est devenu mondialement connu, pendant les années 1990, pour ses records mondiaux de pêche à la carpe,,,,,. Ce lac artificiel a été créé depuis peu de temps, mais il est déjà renommé dans le monde entier après qu'on y ait organisé deux éditions du championnat mondial de CarpFishing.

### Propriétaire et surnom
De nos jours, le lac Sărulești est le lac privé de Robert Raduta, qui lui-même pêcha une carpe miroir de 35 400 g en 1997,,, d'où le surnom de lac Raduta.

## Record
La plus grosse carpe jamais pêchée dans le lac Sărulești fut une carpe miroir de 37 300 g, pêchée par l'Autrichien Christian Baldemair en 1998,,,, et ce record est toujours d'actualité.

## Pêche à la carpe

### Poids
Le poids des carpes de ce lac dépasse généralement les 25 kg,,.

### Appâts
Les meilleurs appâts sont les appâts de polenta de maïs.

### Bas de ligne
Les meilleurs types de bas de ligne pour pêcher la carpe sont :
1. le stiff rig (bas de ligne rigide),
2. le bas de ligne en tresse gainée.

### Taxes
Étant donné que le lac est privé, il y a aussi des taxes. Les voici :
1. 0,24€ (1,12 lei) / 4 cannes à pêche et 12 heures de pêche,
2. 0,47€ (2,20 lei) / 4 cannes à pêche, 12 heures de pêche et on peut garder 10 carpes (maximum 5 kilos chacune), sauf pour les carpes miroir (voir Règlement),
3. 0,72€ (3,36 lei) / 4 cannes à pêche, 48 heures de pêche et on peut garder 20 carpes (maximum 5 kilos chacune), sauf pour les carpes miroir (voir Règlement).

### Règlement
Tout poisson (voir Milieu naturel) pêché de moins de 5 kilos peut être gardé (perches, brochets, sandres, poissons-chats : maximum 1 kilo chacun; carpes : maximum 5 kilos chacune, sauf la carpe miroir, car on en trouve en grande quantité et elle grossit très vite). On peut pêcher avec maximum 2 hameçons sur chaque ligne. Il est interdit de pêcher à la bombe (une technique de braconnage) ou d'utiliser un montage en épingle à cheveux.

## Aménagements
Sur ce lac, on peut naviguer avec un bateau à moteur, mais c'est déconseillé, car le bruit du moteur effraie les poissons. En revanche, c'est mieux de naviguer avec un bateau à rame ou de rester sur la terre.

## Milieu naturel
Dans le lac Sărulești, il n'y a pas que des carpes, mais aussi des perches, des poissons-chats, des brochets et des sandres.

## Horaire
Le lac Sărulești est ouvert toute la semaine, de 06:00 à 18:00.